# Kończysta
Kończysta (słow. Končistá, niem. Kontschista, węg. Koncsiszta) – dwuwierzchołkowy szczyt (2537 m, według wcześniejszych pomiarów 2538 m) w południowej, bocznej grani Tatr Wysokich odchodzącej od Zmarzłego Szczytu (Popradský Ľadový štít). Począwszy od Przełęczy koło Drąga (Sedlo pod Drúkom), grań ta nazywana jest Granią Kończystej (hrebeň Končistej). Na północ od szczytu znajduje się w niej Stwolska Turnia (Štôlska veža), oddzielona od Kończystej głęboko wciętą Stwolską Przełęczą Wyżnią (Štôlska štrbina).
Pomiędzy tą przełęczą a północnym wierzchołkiem wznoszą się jeszcze dwa mało wybitne wzniesienia – Zadnia Stwolska Czuba (Zadný Štôlsky hrb) i Skrajna Stwolska Czuba (Predný Štôlsky hrb). Są one od siebie oddzielone Zadnimi Stwolskimi Wrótkami (Zadná Končistá štrbina), a od szczytu Kończystej – Skrajnymi Stwolskimi Wrótkami (Končistá štrbina).
Pomiędzy północny (2536 m) i południowy (2537 m) wierzchołek Kończystej wcinają się Wyżnie Pasternakowe Wrótka (Vyšná Pastrnakova bránka, 2531 m). Na południowym, wyższym wierzchołku znajduje się duży blok skalny nazywany Kowadłem (Nákova) albo Koniem Jármaya (Jármaiho stôl). W sierpniu 2019 roku, w wyniku uderzenia pioruna od Kowadła odpadł spory fragment skały, przez co straciło ono swój pierwotny, charakterystyczny kształt. Dalej w kierunku południowym w grzbiecie wyróżnia się Pośrednie Pasternakowe Wrótka (Prostredná Pastrnakova bránka), Pasternakowe Czuby (Pastrnakove zuby) oraz Niżnie Pasternakowe Wrótka (Nižná Pastrnakova bránka).
Grań Kończystej na południe od szczytu przechodzi w szeroki grzbiet rozdzielający doliny:
- Dolinę Batyżowiecką (Batizovská dolina) – od zachodu
- Dolinę Stwolską (Štôlska dolina) – od wschodu.

W kierunku wschodnim masyw Kończystej opada od Doliny Batyżowieckiej skalnymi ścianami, przeciętymi szerokim, wznoszącym się ku południu zachodem – Stwolskim Zawratem (Závoz). Kończy się on w Niżnich Pasternakowych Wrótkach.

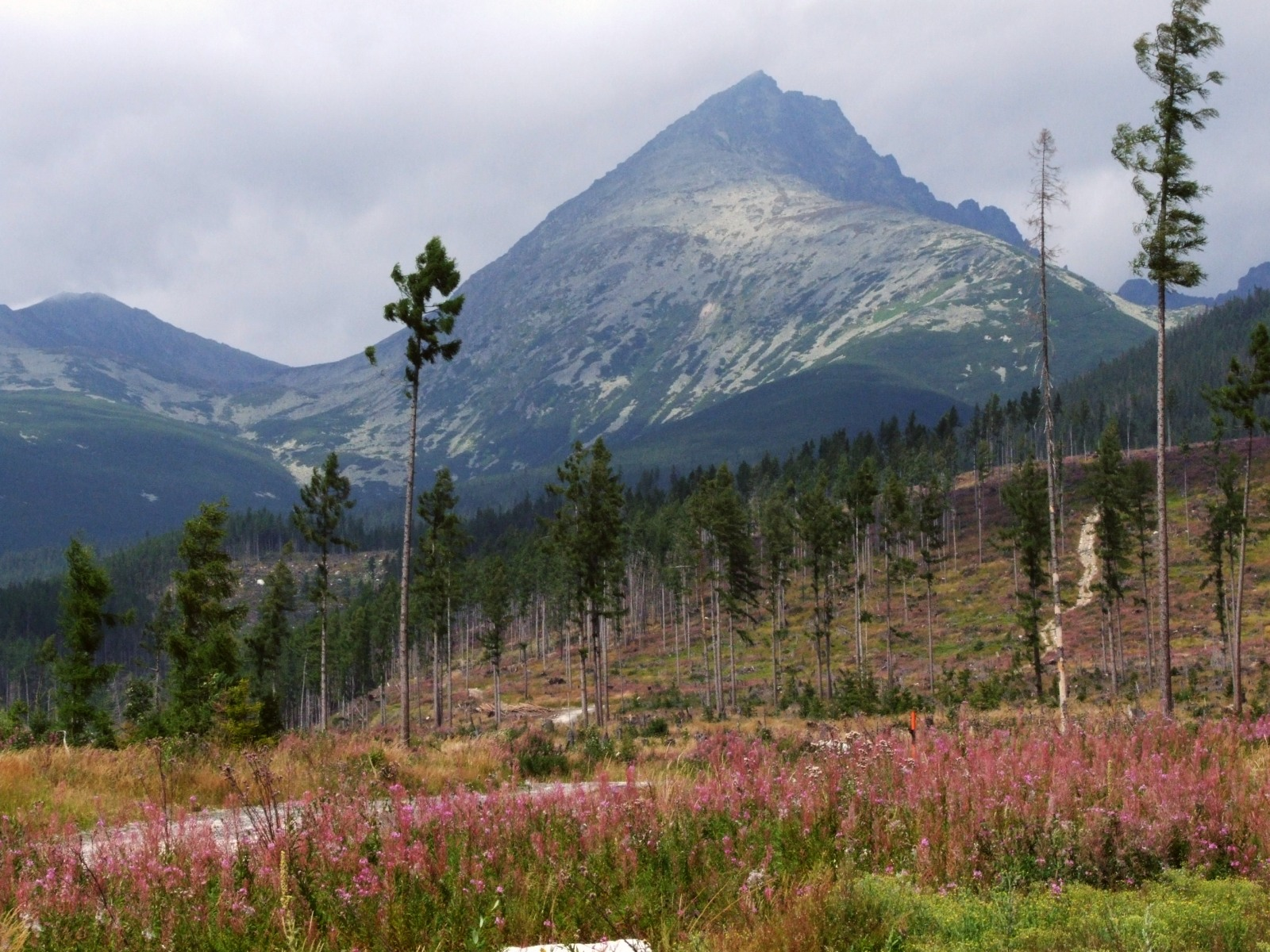
Kończysta od południa
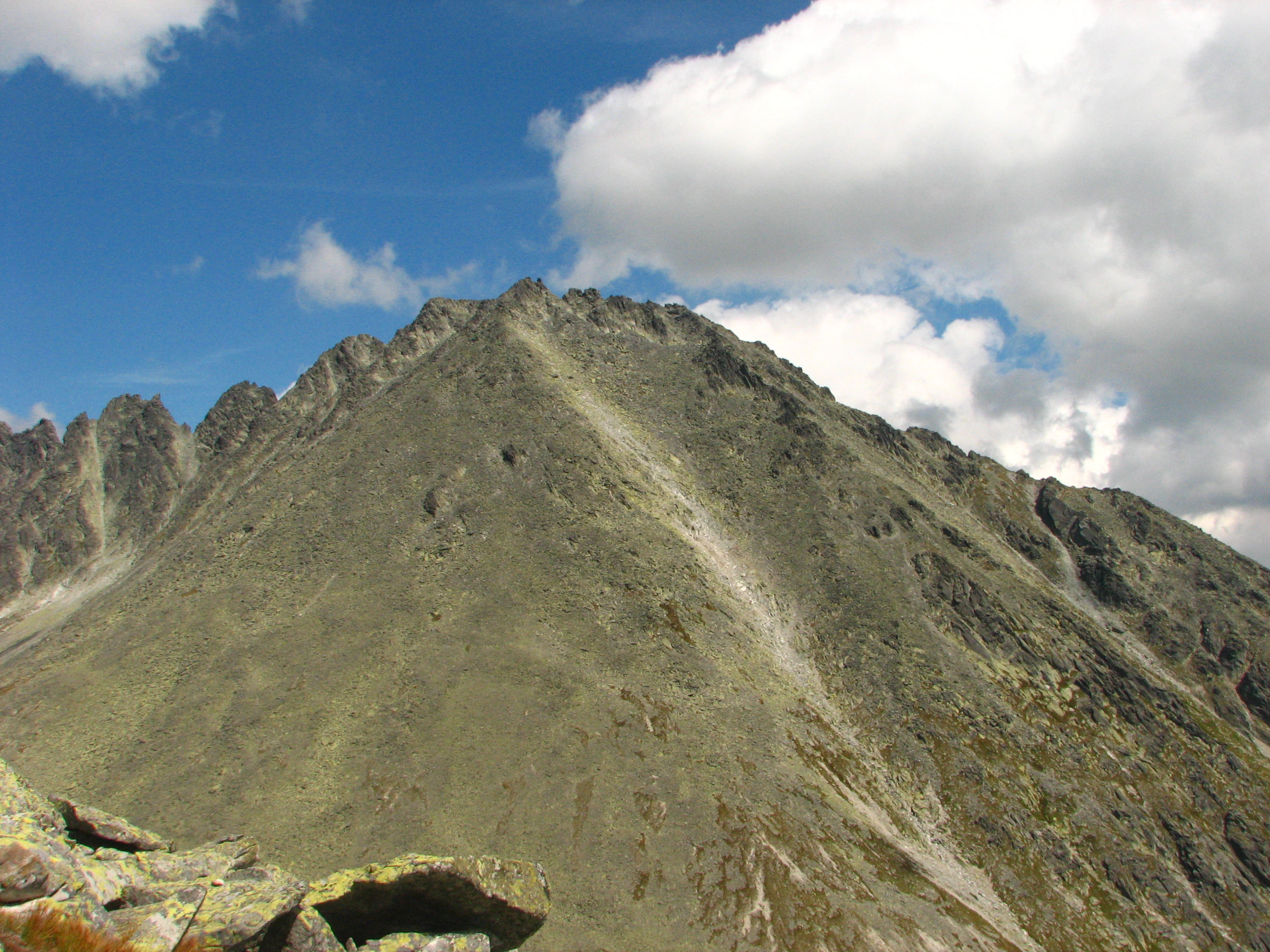
Kończysta widziana z Tępej (2007)
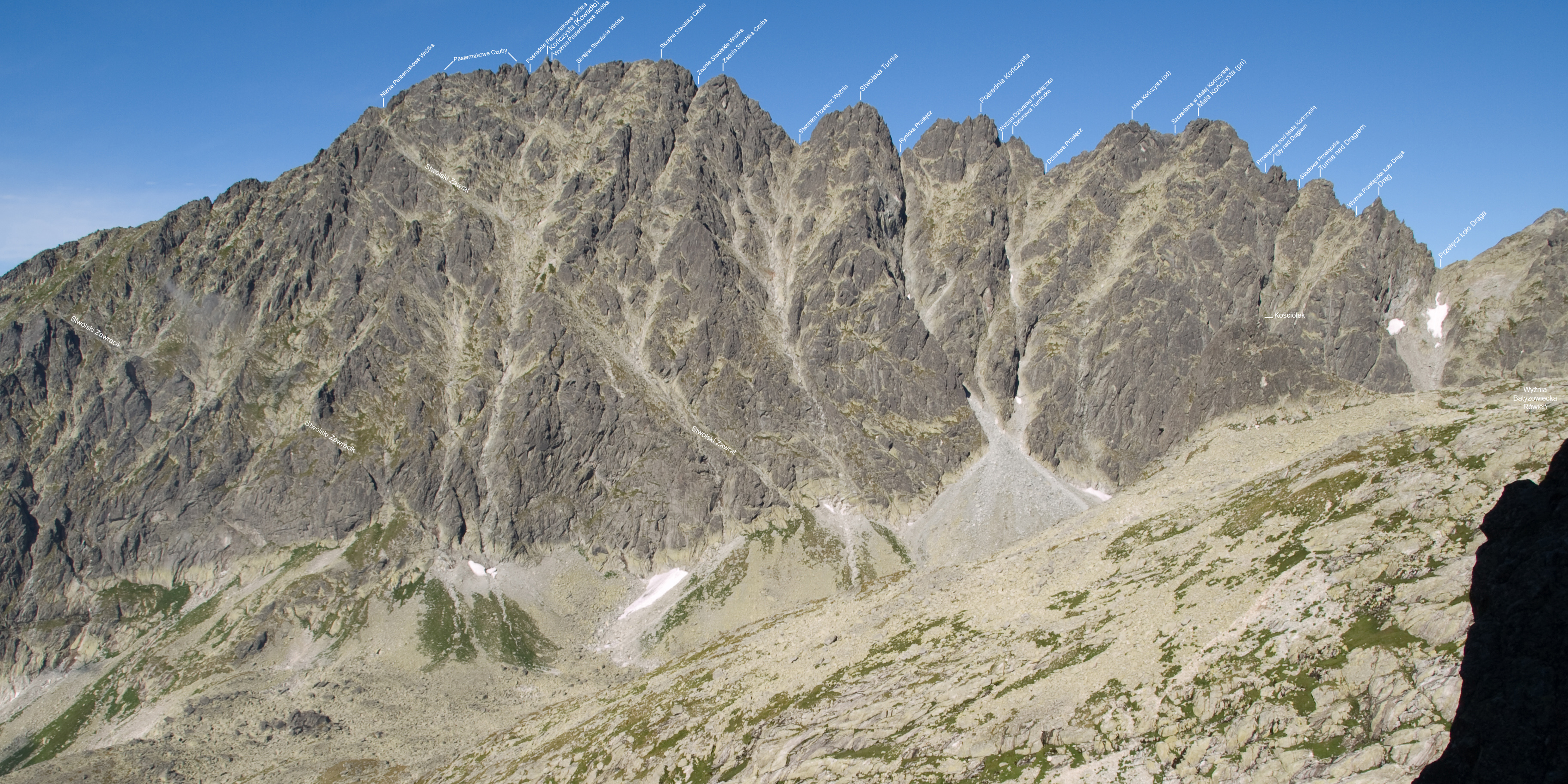
Grań Kończystej
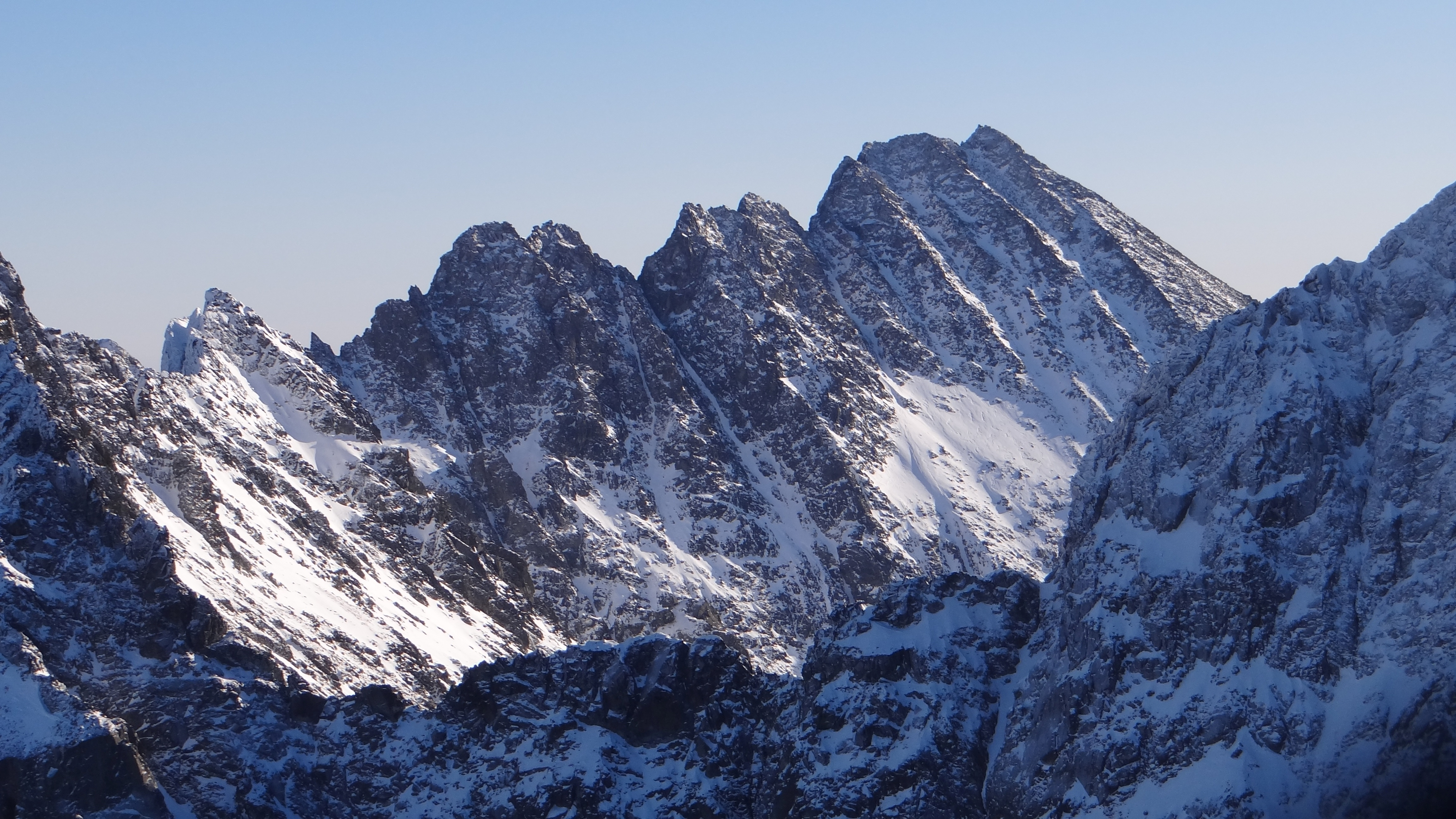
Kończysta widziana z Rysów

W kierunku zachodnim, w stronę Stwolskiej Przełęczy (Lúčne sedlo), opada rozległe zbocze, w którym nie ma żadnej wybitnej grani – znajduje się tu jedynie kilka grzęd porozdzielanych płytkimi żlebkami. Na zachód od przełęczy, w zworniku Tępej (Tupá) grzbiet rozgałęzia się, oddzielając Dolinę Złomisk (Zlomisková dolina) – odnogę Doliny Mięguszowieckiej, od Doliny Stwolskiej i Doliny Wielkiej Huczawy (Dolina Veľkej Hučavy). W zachodniej odnodze grzbietu znajduje się szczyt Osterwa (Ostrva), poniżej którego przez Przełęcz pod Osterwą (sedlo pod Ostrvou) poprowadzona jest tzw. Magistrala Tatrzańska, wybudowana w latach 1930–1931.
Nazwa Kończysty (szpiczasty) związana jest z kształtem masywu oglądanego od południa. Na Kończystą nie prowadzi znakowany szlak turystyczny. Wejście należy do łatwiejszych, ale dozwolone jest jedynie z uprawnionym przewodnikiem.
Pierwsze odnotowane wejścia:
- Alexander Münnich z towarzyszami w 1874 r. – wierzchołek północny,
- Viktor Lorenc (również 1874) – wierzchołek południowy z Kowadłem,
- Alfred Martin, 17 lutego 1906 r. – zimą.

Kończysta należy do Wielkiej Korony Tatr.